# Hare Raising Havoc
Hare Raising Havoc est un jeu vidéo d'aventure développé par BlueSky Software et édité par Disney Interactive sur Amiga et DOS en 1991. Le joueur incarne Roger Rabbit, un personnage créé par Disney.